# Otatea fimbriata
Otatea fimbriata är en gräsart som beskrevs av Thomas Robert Soderstrom. Otatea fimbriata ingår i släktet Otatea och familjen gräs. Inga underarter finns listade i Catalogue of Life.